# Exetastes pratensis
Exetastes pratensis är en stekelart som beskrevs av Henry Keith Townes, Jr. 1978. Exetastes pratensis ingår i släktet Exetastes och familjen brokparasitsteklar. Utöver nominatformen finns också underarten E. p. rubens.